# Gevigney-et-Mercey
Gevigney-et-Mercey – miejscowość i gmina we Francji, w regionie Burgundia-Franche-Comté, w departamencie Górna Saona.
Według danych na rok 1990 gminę zamieszkiwały 463 osoby, a gęstość zaludnienia wynosiła 24 osoby/km² (wśród 1786 gmin Franche-Comté Gevigney-et-Mercey plasuje się na 337. miejscu pod względem liczby ludności, natomiast pod względem powierzchni na miejscu 123.).